# Ekarma
Ekarma (Russisch: Остров Экарма; ostrov Ekarma; Japans: 越渇磨島; Ekaruma-tō) is een vulkanisch eiland dat deel uitmaakt van de noordelijke groep van de Grote Koerilen, onderdeel van de Koerilenarchipel, die onderdeel is van de Russische oblast Sachalin en die vroeger onderdeel was van Japan. Het eiland meet ongeveer 7,4 bij 5,5 kilometer.
Het eiland is gescheiden van het 8 kilometer zuidoostelijker gelegen eiland Sjiasjkotan door de Ekarmastraat. Op 28 kilometer ten westen van Ekarma ligt het vulkanische eiland Tsjirinkotan.
De 1179 meter hoge gelijknamige stratovulkaan Ekarma, waaruit het eiland bestaat, barstte voor het laatst uit in 1980.